# 알리바바 (브랜드)
알리바바(Alibaba)는 대한민국의 커피 프랜차이즈 브랜드이다.

## 주요 연혁
- 2016년 4월 28일: 서울특별시 마포구 마포대로1길 26-1에서 자본금 10,000,000원으로 끼니사이 주식회사로 설립. 이진수 사내이사 취임.
- 2016년 7월 5일: 본점을 서대문구 연희로 81-21로 이전함과 동시에 상호를 끼니사이 주식회사에서 부익 주식회사로 변경.
- 2017년 1월 23일: 회사 명칭을 부익 주식회사에서 현 명칭인 알리바바파트너스 주식회사로 변경. 이진수 사내이사 사임. 조안나 사내이사 취임.
- 2017년 5월 26일: 본점을 서울특별시 서대문구 연희로에서 충청북도 충주시 금곡로로 이전.
- 2018년 6월 11일: 본점을 충청북도 충주시 금곡로에서 서울특별시 강남구 헌릉로569길로 이전.
- 2019년 5월 29일: 본점을 강남구 헌릉로569길에서 송파구 송파대로(테라타워B동)로 이전. 조안나 사내이사 사임. 박미연 대표이사 취임.
- 2020년 3월 18일: 간이회생절차개시 결정. (서울회생법원 2020간회합100011)
- 2021년 1월 14일: 간이회생절차종결.
- 2021년 2월 13일: 자본금을 100,000,000원으로 증액.
- 2021년 5월 20일: 본점을 현 위치인 테라타워A동으로 이전.

## 메뉴
주로 메뉴의 커피, 음료, 베이커리, 도넛, 아이스크림, 마카롱, 빙수, 치킨, 버거, 분식 등의 식음료를 제공한다.

## 매장 지역
- 서울특별시 : 구로디지털점, 역삼점, 문정역점, 상일동역점, 중앙대병원점, 가산IT금융센터점, 명동점, 종각점, 대림역점, 발산점, 롯데몰 은평점, 서울공연예고점, 광화문점, 태평백화점점
- 대구광역시 : 칠곡점, 감삼점
- 인천광역시 : 서구청점, 인하대점
- 광주광역시 : 수완점, 화정점, 송정점, 전남대점
- 대전광역시 : 관평점, 노은점, 중앙로점
- 울산광역시 : 화봉점
- 경기도 : 동탄 호수공원점, 신곡점, 평택고덕점, 수진역, 판교 유스페이스점, 스파필드고양점, 파주운정점, 지행점, 퇴촌점, 전곡점, 신한대점, 평택점, 롯데피트인 산본점, 안산선부점
- 충청북도 : 오창 호수공원점, 보은점
- 충청남도 : 천안점
- 전라북도 : 정읍점
- 전라남도 : 광양중마점
- 경상북도 : 포항 죽도가구거리점, 포항쌍사점, 해병1사단종합병원점, 구미형곡점, 경주법원점, 석적남율점, 북삼점, 김천점
- 경상남도 : 창원용원점, 창원양덕점, 통영점
- 제주특별자치도 : 이도일점

## 본점 및 지점 현황
- 본점: 서울특별시 송파구 송파대로 167, A동 201호 (문정동, 문정역테라타워)
- 태평백화점점: 서울특별시 동작구 동작대로 115, 지하1층 (사당동)

## 논란
알리바바는 롯데제과와 CJ를 상대로 제기한 특허 심판에서 '아리바바, 알리바바'와 관련한 상표 등록 취소를 결정하였고, 중국 알리바바 그룹 한국어판 온라인몰을 상대로 한 특허 심판에서도 '알리바바' 상표로 음식료 관련 상품을 판매하지 말라는 결정을 받아냈다.

## 같이 보기
- 알리바바 파트너스